# Cleistochlamys kirkii
Cleistochlamys kirkii là loài thực vật có hoa thuộc họ Na. Loài này được (Benth.) Oliv. mô tả khoa học đầu tiên năm 1867.